# Damaeus selgae
Damaeus selgae är en kvalsterart som beskrevs av Pérez-Íñigo 1966. Damaeus selgae ingår i släktet Damaeus och familjen Damaeidae. Inga underarter finns listade i Catalogue of Life.